# Boeing KC-135 Stratotanker
Боїнг KC-135 «Стратотанкер» (англ. Boeing KC-135 Stratotanker) — американський реактивний чотиридвигуновий спеціалізований багатофункціональний військово-транспортний літак/літак-заправник, спроєктований на початку 1950-х на базі транспортного літака C-135 Stratolifter.

## Виробництво і модифікації

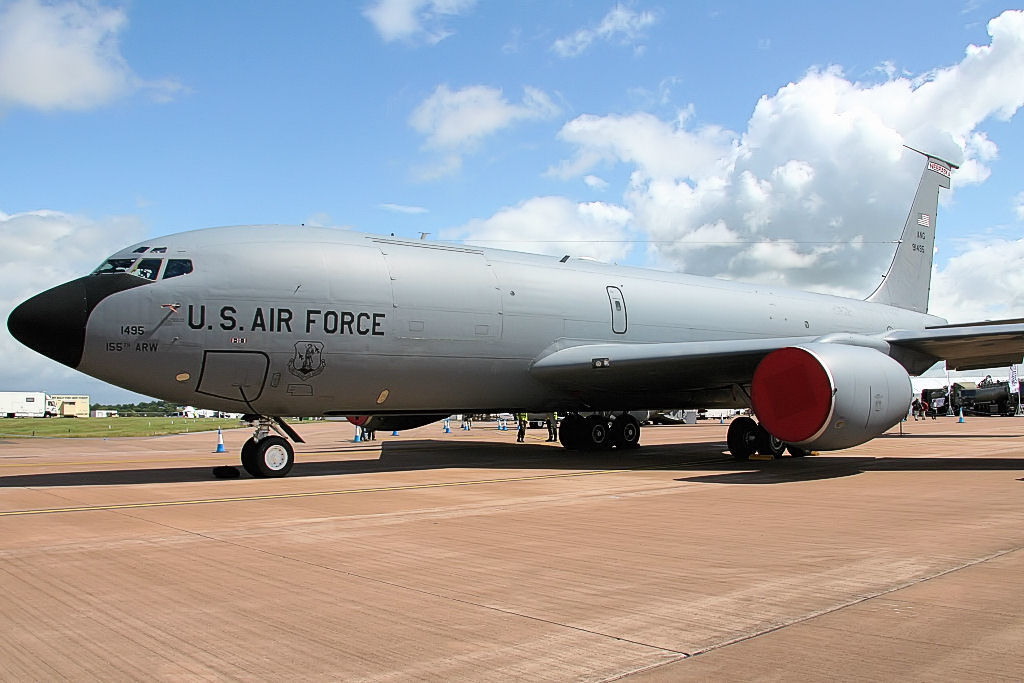
Boeing KC-135

Літак KC-135 розроблявся насамперед для збільшення радіуса дії стратегічних бомбардувальників типу B-52, для чого була розроблена дистанційно-керована телескопічна штанга довжиною до 14,3 метра. Спочатку передбачалося перекачування близько половини бортового палива танкера (43,5 т).
Перший дослідний серійний KC-135, створений на базі Boeing 367-80  і елементів конструкції 707 злетів у серпні 1956 року. Постачання для Стратегічного командування ВПС США, на авіабазу Castle в Каліфорнії, були розпочаті у червні 1957 року. Надалі літак глибоко модернізувався, з заміною двигунів і бортових систем, що значно підвищило його характеристики.
На базі KC-135 були створені різноманітні модифікації: розвідники,  розвідники радіоелектронних засобів противника, розвідники погоди, літаки для наукових досліджень, повітряні командні пункти управління і зв'язку зі стратегічними ядерними силами — МБР, підводними човнами з БРПЛ, бомбардувальників, на випадок знищення наземних командних пунктів в ядерній війні, перевезення командування збройних сил США. Нині KC-135 і його різні військові та науково-дослідні модифікації продовжують літати. Передбачається їх експлуатація до 2040 року.

## Конструкція
Аеродинамічна схема: чотиримоторний турбовентиляторний (перші модифікації були з ТРД) низькоплан зі стрілоподібним крилом і однокілевим оперенням.

## Відмітні особливості літака
- Перший у світі крупносерійний реактивний спеціалізований літак-заправник.
- Військовий реактивний літак-заправник — літак-довгожитель (можлива служба до 80-85 років).

## Модифікації
KC-135 Stratotanker — заправник:
- KC-135A — базова модель, з турбореактивними двигунами Pratt & Whitney J-57-P-59W. Всього випущено 732.
- KC-135E — перша модифікація KC-135A, з двигунами Pratt & Whitney TF-33-PW-102 (на 14 % більш економічними). Всього переобладнано 167 машин. Знято з озброєння у 2009 році.
- KC-135Q — друга модифікація KC-135A. Всього переобладнано 56 машин. 30 з них були призначені, через специфічність палива JP-7, для дозаправки однієї-єдиної моделі літака — літака-розвідника Lockheed SR-71 («Чорний дрізд»)[2].
- KC-135R — третя модифікація. Встановлено чотири турбовентіляторних двигуни CFM International CFM-56-2B-1, проведена заміна частини обшивки нижній поверхні крила, встановлено більш досконале пілотажно-навігаційне обладнання, електрична та гідравлічна системи, запас палива був збільшений з 86 до 92 тонн. У результаті цього маса літака зросла з 137 до 146 тонн. Вартість модернізації одного літака з KC-135 KC-135R становила 16 млн доларів США. Всього переобладнано не менш 361 машини.
- KC-135T — модернізація KC-135Q до рівня KC-135R. Всього переобладнано 54 машини.
- KC-135F —
- KC-135FR — модифікація для ВПС Франції.

C-135 Stratolifter — транспортувальник:
- KC-135A —
- KC-135B —
- KC-135E —
- KC-135C —

Літаки для перевезення командування збройних сил США:
- VC-135 (VTP) — військовий пасажирський варіант.

Військові модифікації KC-135:
- EC-135 Looking Glass (дзеркало) — повітряна система, що відображає/повторює наземні системи керування пусками МБР з використанням системи ALCS.
- EC-135H —
- RC-135 Rivet Joint — серія літаків (A, B, D, E, M, R, U) для радіоелектронної розвідки та аерофотозйомки, не мають озброєння. У складі ВПС і ВМФ США. Крім льотного екіпажу, на борту працюють 25-30 операторів.
- RC-135S — літак телеметрії під час випробування балістичних ракет.
- RC-135U — літак радіоелектронної розвідки варіант з двигуном TF33-P9
- RC-135W — літак радіоелектронної розвідки, подовжена носова частина
- RC-135V — літак радіорозвідки та збору даних про роботу іноземних радіоелектронних засобів, що застосовується при розробці нових систем радіоелектронних перешкод. Літак RC-135V/W обладнаний комплексною апаратурою радіоелектронної розвідки та системами управління і цілевказування наземним і повітряним засобам ППО, у складі екіпажу працюють сім операторів.
- WC-135B Constant Phoenix — літак-розвідник погоди, належить Повітряним силам США.
- OC-135B Open Skies — літак на базі розвідника RC-135B для контролю за військовою діяльністю держав у рамках міжнародної програми «Відкрите небо».

Науково-дослідні модифікації KC-135:
- NKC-135A — дослідний літак, у складі Повітряних сил США.
- EC-135N ARIA — літак зв'язку і спостереження за космічними об'єктами.
- EC-135E ARIA —

Інші військові та розвідувальні літаки, схожі на KC-135 створювалися на базі планера Boeing 707.

## Втрати літаків
- За одними даними, з початку експлуатації в 1956 році до січня 1990 року в авіакатастрофах було втрачено 73 літаки КС-135 різних модифікацій[3]; по іншим — 62 шт. КС-135 всіх модифікацій[4][5].
- 3 травня 2013 року на півночі Киргизстану в районі села Чалдовар зазнав аварії KC-135R бортовий номер AMC-38877, що належить американського Центру транзитних перевезень аеропорту Манас.

## Експлуатанти
- Велика Британія — 2 RC-135W, станом на 2016 рік[6]
- Сінгапур — 4 KC-135, станом на 2016 рік
- США — 363 KC-135R, 54 KC-135T, 2 WC-135, 8 RC-135V, 9 RC-135W, 3 RC-135S, 2 RC-135U і 2 OC-135B, станом на 2016 рік
- Туреччина — 7 KC-135R, станом на 2016 рік
- Франція  — 6 KC-135 і 22 C-135FR, станом на 2016 рік
- Чилі — 3 KC-135, станом на 2016 рік

## Льотно-технічні характеристики
- Екіпаж: 3 чол (командир, другий пілот і оператор дозаправки)
- Довжина: 41,53 м
- Розмах крила: 39,88 м
- Висота: 12,70 м
- Площа крила: 226 м²
- Вага порожнього: 44 663 кг
- Максимальна злітна вага: 146 000 кг
- Двигуни: 4 турбовентиляторних CFM International CFM-56 (тяга кожного — 96 кН) або Pratt & Whitney TF-33-PW-102 (тяга кожного — 80 кН)
- Максимальна швидкість: 933 км/год
- Дальність польоту: 5550 км
- Стеля: 15 200 м
- Швидкопідйомність: 1490 м/хв.